# Ялан Яркей
«Ялан Яркей» (баш. Ялан Йәркәй, степной Яркей) — башкирская народная песня узун-кюй (долгая протяжная песня).

## История
...Золото ли этот наш мир? 

Серебро ли этот наш мир? 

Мужчине с золотыми мыслями

Медным кажется этот мир!
Башкирская народная песня Ялан Яркей была впервые записана М. А. Бурангуловым в 1930-е гг. в деревне Мрясово Новосергиевского района Оренбургской области. Другие варианты песни были опубликованы в сборнике «Башкорт халк йырдары» и в книге «Башҡорт халҡ ижады» (1 т., 1954, «Башкирское народное творчество»; текст записан Л. Н. Лебединским в 1937 году от исполнителя Салахетдина Итбаева из деревни Бикбау Зианчуринского района БАССР). В дальнейшем записи песни проводились Ф. Х. Камаевым, К. Мэргэном, Н. Д. Шункаровым.

## Содержание
Согласно преданиям, автором песни был Буранбай-сэсэн. Скрываясь в лесах от царских властей, он был опознан по голосу начальником 9-го башкирского кантона Кагарманом Куватовым. Куватов представил его губернатору В. А. Перовскому.
Помня о боевых заслугах Яркея, губернатор простил его. Песню же сочиненную сэсэном стали называть «Ялан Яркей».
Существуют и другая версия сочинения песни. Яркей после смерти любимой женщины поднял народ против гнёта бояр и старшин, попал в плен, с которого вскоре бежал. Скрываясь от властей он и сочинил песню.
Сравнение жизни не «золотом», а с «медью» ассоциируется у автора песни с разделением мира на бедных и богатых. Переживания человека труда, вызванные социальной несправедливостью, отразились в песне.

## Характеристика
Песня Ялан Яркей носит эпический характер, имеет широкий диапазон звучания (около 2 октав), умеренный темп. Мелодия имеет в основе пентатонику мажорного наклонения. Известные наигрыши на мелодию песни характеризуются переменным ритмом, диапазоном в октаву с часто встречающимися синкопами. Особенность наигрыша в квинтовых тонах и миксолидийской низкой 7-й ступени в первом предложении, тоники во втором.

## Исполнители
Среди исполнителей — певцы Ф. Г. Габитов, К. М. Дияров, Ушанов.

## Использование
Инструментальный вариант песни был записан композитором Х. Ф. Ахметовым.